# Alfredo Castelli
Alfredo Giuseppe Castelli (Milán, 26 de junio de 1947-Milán, 7 de febrero de 2024) fue un historietista y crítico literario italiano. Es conocido sobre todo por haber concebido, en 1982, su serie de mayor éxito: Martin Mystère, "el detective de lo imposible", que sigue publicando mensualmente Sergio Bonelli Editore. También fue historiador del cómic y de la literatura popular.

## Biografía
En 1965 debutó profesionalmente, con sólo 18 años, con la creación del personaje de Scheletrino, una serie cómica de género satírico-humorístico, para la que editó textos y dibujos y que se publicó como apéndice de Diabolik, publicada por la casa Astorina. Para la misma editorial desarrollaría más tarde también historias y luego guiones para la serie Diabolik. En 1966 concibió la primera revista amateur de cómic italiano, Comics Club 104, experimento que repetiría más tarde, con mayor madurez y profundidad, en otras revistas como Tilt. A partir de 1966 escribió también numerosas historias de Cucciolo y Tiramolla para Edizioni Alpe y algunas de Topolino para Mondadori. También entre los años sesenta y setenta, Castelli escribió los textos de algunas series de televisión de RAI y algunos dibujos animados.
En 1967, Castelli colaboró con la editorial Universo, para la que escribe episodios de Pedrito el Drito, Rocky Rider y Piccola Eva.
En 1969, junto con Pier Carpi (otro autor de Diabolik), creó Horror, una revista que recopilaba cómics, artículos, entrevistas y noticias de temática terrorífica. Publicada por la editorial Sansoni de Gino Sansoni (marido de Angela Giussani, la creadora de Diabolik), reunía entrevistas con los directores de cine Lamberto Bava y Dario Argento y noticias sobre cine no italiano e independiente. Además, canalizó una buena audiencia a pesar de la inexperiencia de la redacción, gracias también al personaje creado por Castelli expresamente para la revista, Zio Boris, protagonista de una serie de cómics de terror. También en 1969, con Mario Gomboli, Marco Baratelli y Carlo Peroni creó Tilt, inicialmente como fanzine que duró sólo un número, antes de ser reconstituido por la redacción del Corriere dei Ragazzi con los mismos autores, a los que se unió Tiziano Sclavi.
En 1970 comenzó su colaboración con Il Corriere dei Ragazzi, periodo durante el cual creó numerosas series, en las que trabajaron talentos como Tiziano Sclavi, Bonvi, Ferdinando Tacconi, Daniele Fagarazzi y Carlo Peroni, con personajes estrambóticos y fuera de lo común, animados por una ferviente ironía y sagacidad: L'Ombra, Otto Kruntz, L'Omino Bufo (dibujado por él mismo), un personaje autoparódico, y también el exitoso Los Aristócratas, basado en dibujos de Tacconi (1973). Con Supergulp creó Allan Quatermain, personaje que serviría de modelo para la posterior creación de Martin Mystère, y en el que queda patente la inclinación del autor por una mezcla de géneros fantástico, aventurero e histórico, bajo la bandera de una fascinación por todo lo que es "misterio", y por la investigación en el sentido más amplio.
Para la editorial Bonelli, antes de Martin Mystère, Castelli escribió para Zagor (en 1971 y 1976). A partir de 1976 inició una colaboración estable con la editorial, empezando a escribir aventuras de Ken Parker pero sobre todo de Mister No, para el que escribió más de sesenta números.
Castelli también dirigió, creó y colaboró en numerosas revistas: además de las ya mencionadas Il Giornalino, Corriere dei Ragazzi, Tilt y Horror, también Eureka, que dirigió junto a Silver durante una docena de números entre 1983 y 1984.
En 1991 Castelli concibió la baraja Martin Mystère: Tarocchi di Atlantide (Martin Mystère: Tarot de la Atlántida), diseñada por Giancarlo Alessandrini y publicada por Lo Scarabeo de Turín bajo la supervisión de Pietro Alligo y Giordano Berti.
En 1997 creó, junto con Guglielmo Duccoli y Giorgio Schottler, los guiones del docu-ficción de Italia 1 "AleX, indagini su mondi segreti", formado por seis episodios dedicados al misterio.
En los últimos años compaginó su actividad de autor y editor con la de historiador del cómic. De hecho, Castelli llevó a cabo una amplia investigación histórica y filológica dedicada a la fase de los "orígenes", publicando en particular un extenso volumen ilustrado -titulado Eccoci ancora qui (2006)- dedicado al cómic estadounidense entre finales del siglo XIX y principios del XX.
A lo largo de los años, diversas asociaciones y organismos vinculados al mundo del cómic le han dedicado varias publicaciones biográficas, entre ellas Castelli 25 (Associazione Nazionale Amici del Fumetto e dell'Illustrazione) con motivo del 25 aniversario de su carrera, Alfredo Castelli - Storie e Mysteri di un grande narratore (Napoli Comicon) y Castelli di Carta (Associazione Culturale Nipoti di Martin Mystère), ambas con motivo del 40 aniversario de su carrera.